# Всі клопоти світу
«Всі кло́поти сві́ту» (англ. All the Troubles of the World) — науково-фантастичне оповідання американського письменника Айзека Азімова, вперше опубліковане у квітні 1958 року в журналі «Super-Science Fiction». Увійшло до збірки «Дев'ять завтра».

## Сюжет
Мультивак — суперкомп'ютер, що відповідає за всі економічні, політичні і соціальні проблеми на Землі. Кожна доросла людина повинна писати звіт зі своїми діями для Мультивака, це дозволяє найкраще враховувати потреби, побажання цієї людини і запобігає скоєнню нею правопорушень. Політики для виконання своїх обіцянок, навантажують Мультивак все новими задачами.
Новою задачею для Мультивака є обчислення у реальному часі імовірності скоєння тяжкого злочину (від лупцювань до вбивства) для кожної людини. А також планується доручити йому обчислення імовірності виникнення захворювань.
Одного дня Мультивак повідомляє, що існує імовірність скоєння вбивства Джозефом Меннерсом. Служба Запобігання бере його під варту, але імовірність злочину тільки збільшується. Його син Майк щойно відсвяткував свої 18 років — це дата, із якої обов'язок подавати звіт Мультиваку переходить до особи від її батьків.
Тим часом молодший син Бен втікає з дому, його обурив арешт батька і він збирається поставити запитання Мультиваку через спеціальний термінал. Після цього імовірність злочину зростає ще більше.
Поліція нарешті здогадується, що злочин може вчинити Бен, оскільки його дані для Мультивака подавалися у звіті батька.
Бен ставить запитання Мультиваку і отримує детальну але незрозумілу інструкцію, що потрібно зробити. Оскільки Мультивак має найвищий рівень довіри, Бен починає виконувати завдання.
Поліція отримує копію відповіді Мультивака і розуміє, що майбутнє вбивство завдасть непоправної шкоду людству. Їй вдається затримати хлопця перед найостаннішим завданням, яке полягало у знищенні самого Мультивака.
Бенового батька відпускають, оскільки він не скоював злочин. Бена теж, оскільки виконання наказів Мультивака не є злочином.
Програміст розуміє, що Мультивак сам планував своє вбивство, знайшовши неповнолітнього хлопця, подібного ззовні до помічника працівника Мультивака. Хлопця, який був би вражений несправедливим арештом свого батька. Але Мультивак викрив себе виконуючи постійне обчисленні імовірності успіху для вбивці.
Через звалювання на Мультивак усіх людських проблем, спосіб його мислення наблизився до людського і він впав у депресію. Програміст перевіряє свою гіпотезу, поставивши Мультиваку запитання: «Чого ти хочеш найбільше?». Той відповідає: «Вмерти».